# Lumos
Lumos, precedentemente conosciuto come Children's High Level Group (CHLG) è un'associazione fondata dalla scrittrice inglese J. K. Rowling e dalla baronessa Emma Nicholson di Winterbourne (membro del Parlamento Europeo), che si occupa di difendere e promuovere i diritti dei bambini e di migliorare la qualità della vita dei ragazzi più disagiati.
Questa associazione lavora in stati dell'Europa dell'Est, come la Repubblica Ceca o la Bulgaria e opera, oltre che sul territorio con servizi specializzati, con l'aiuto dei governi, delle istituzioni statali, con la società civile e con organizzazioni di volontariato anche nei paesi in via di sviluppo come il Sudafrica.
Inoltre, il Lumos ha come scopo la piena attuazione della Convenzione internazionale sui diritti dell'infanzia delle Nazioni Unite in tutta Europa e in tutto il mondo e di porre fine all'utilizzo di istituti di vaste dimensioni, promuovendo soluzioni che concedano ai bambini la vita in famiglia o in piccole comunità.
L'associazione viene inoltre promossa attraverso la vendita del libro Le fiabe di Beda il Bardo della cofondatrice Rowling, che ha deciso di donare i diritti d'autore (24% dei proventi) alla causa.